# Модерна уметност
Модерна уметност је релативан, али у општем смислу уобичајен и често употребљаван појам за авангардну уметност двадесетог века. У стручној литератури историчара уметности када се говори о уметности модерне разликује се од појма савремене уметности који се односи на уметност од половине 20. века до данас.
Око 1970-их година јавља се дебата о томе да ли модерна уметност може да се сматра и јесте савремена уметност, као и да ли постмодерна уметност, као реакција на модерну, у ствари представља њен континуитет. Ово пак зависи од тога како се дефинише сам појам модерне.

## Карактеристике
Модерна уметност је уметност која означава уметност од конца 19. века све до 70-их година 20. века.
Модерна уметност је етапа у развоју уметности у поретку праисторијска уметност, уметност старог века, уметност средњег века и уметност новог века. У овом смислу почетак модерне уметности спојен је наступом модерне а понекад наступом романтизма. Карактеристичне тенденције у развоју модерне уметности су индивидуализам, субјективизам, модернизам и експеримент.
Заједничке особине модернистичких покрета на прелазу 19. у 20 век се испољавају кроз сензибилитет за дисхармонију, духовни контекст клонућа и индивидуализам, бежање од пуке реалности и песимистички нагони, обраћање унутрашњем животу човека, истицање осећања, субјективности и ирационалног, тражење свега новог, што се стваралачки реализује као нови сензибилитет изражен новим уметничким средствима и облицима, у богатству изражајних форми и разноврсности мотивско-стилских обележја.

## Почетак модерне уметности
Као реакција на позитивизам и на реалистичко-натуралистичку доктрину у уметности, крајем 19. века јавља се у Европи идеалистичка и метафизичка филозофија и модерна уметност неоромантичарског карактера, што се исказује у различитим покретима, школама и струјама. Као покрет, модерна уметност није јединствена; различито је идејно, естетички и национално обележена. Појам „Die Moderne” први је пут употребљен 1880-их у Немачкој, као ознака реалистичког програма младих.
Модернизам, мада данас обухвата авангарду и уметност до половине 20. века, је првобитно ознака за међународни стил развијан око 1900. године, а који је у Француској назван Art Nouveau, у Енглеској, modern style, у Русији, Србији и другим југословенским земљама модерни стил или модерна, у Немачкој Jugendstil, а у Аустрији Sezessionstil (сецесија). Име Jugendstil је изворно примењено на стил који је као модел узимао облик и конфигурацију часописа Jugend, уређиван и издаван у Минхену од 1896, а касније и на сва дела сличних карактеристика у примењеним и ликовним уметностима, и архитектури. У модернизму се, с једне стране, испољава fin de siècle (крај века) као једна дубока криза 19. века већ истрошеног и празног у садржају, а у исто време такође се њиме отвара дух једног новог схватања уметности, утолико што уметници модернизма креативно анализирају, посебно у оквиру дизајна, модерне податке индустрије и њених нових материјала. У еволуцији једне визуелне културе која продире у друштво и друштвени контекст, засноване на истицању линије и њених односа са површином и простором, као и у орнаменту и у једном декоративном симболизму снажних асоцијација, модернизам се испољио једном посебном формалном свешћу, која је као специфично јединство стила генерално практикована у архитектури ентеријера, у индустријском дизајну, и у изради плаката, часописа и књига.
У архитектури модернизам промовише конструкцију у складу са материјалом и функцијом у конфигурацији урбане животне средине и њеног простора, једном својеврсном комбинацијом различитих уметности, коју ће касније наставити Баухаус. Сликари се баве дизајном и изгледом ентеријера, практикујући очигледну стилизацију употребних предмета и напрежући се да постигну својеврсну синтезу функционалног и лепог.
Линије и облици биљног порекла играју доминантну улогу у формалном репертоару модернизма; јављају се у облику плетеница или у ритмичком кретању, али скоро никако у изломљеним и оштрим угловима. У складу са неоимпресионистичком теоријом боје, заснованој на систему комплементарности, модернизам је развио комплементарност линије. Симболичким асоцијацијама у сликарству, вајарству и графичкој илустрацији модернизам представља битан моменат транзиције између импресионизма и експресионизма, а својственом декоративном линијом на начин арабеске, већ антиципира облике уметности апстракције.